# Фойгтсдорф
Фойгтсдорф (нім. Voigtsdorf) — громада в Німеччині, розташована в землі Мекленбург-Передня Померанія. Входить до складу району Мекленбургіше-Зенплатте. Складова частина об'єднання громад Вольдег.
Площа — 7,62 км2. Населення становить 93 ос. (станом на 31 грудня 2020).